# Farid Talhaoui
Farid Talhaoui (Angers, França, 10 de fevereiro de 1982) é um futebolista marroquino, apesar de ter nascido na França, que joga como meia.

## Carreira
Talhaoui representou a Seleção Marroquina de Futebol nas Olimpíadas de 2004.